# Ozoir-la-Ferrière
Ozoir-la-Ferrière là một xã ở tỉnh Seine-et-Marne, thuộc vùng Île-de-France ở miền bắc nước Pháp.
Người dân ở đây được gọi là Ozoiriens hoặc Ozophoriciens.